# Stormyran vid Äxingen
Stormyran vid Äxingen este o arie protejată (arie specială de conservare — SAC, sit de importanță comunitară — SCI) din Suedia întinsă pe o suprafață de 35,5 ha, integral pe uscat.

## Localizare
Centrul sitului Stormyran vid Äxingen este situat la coordonatele 63°38′06″N 16°04′29″E / 63.6349°N 16.0746°E.

## Înființare
Situl Stormyran vid Äxingen a fost declarat sit de importanță comunitară în aprilie 2004 pentru a proteja 1 specie de plante. Situl a fost protejat și ca arie specială de conservare în martie 2011.

## Biodiversitate
Situată în ecoregiunea boreală, aria protejată conține 2 habitate naturale: Mlaștini turboase de tranziție și turbării mișcătoare, Mlaștini alcaline.
La baza desemnării sitului se află o specie protejată de  plante: papucul doamnei (Cypripedium calceolus).